# Congresso de Todo o Povo
O Congresso de Todo o Povo (APC, na sigla em inglês) é um dos dois principais partidos políticos de Serra Leoa. É o principal partido da oposição em Serra Leoa desde 4 de abril de 2018, quando Julius Maada Bio, do Partido Popular de Serra Leoa (SLPP), venceu as eleições presidenciais de 2018, embora mantenha a maioria no parlamento.
O partido foi fundado em 1960 por um grupo dissidente do Partido do Povo de Serra Leoa, que se opôs veementemente às eleições antes da independência e, em vez disso, apoiou a independência antes das eleições. O partido governou o país de 1968 a 1992 e voltou ao poder novamente em 2007, depois que o candidato presidencial do partido, Ernest Bai Koroma, venceu as eleições presidenciais de 2007. Perdendo as eleições gerais de 2018, o APC deixou o poder presidencial do país naquele ano.
Trata-se de um partido muito popular, que recebe apoio da grande maioria em quase todos os distritos do norte de Serra Leoa. O APC também é popular com uma maioria significativa na área oeste do país, incluindo a capital nacional, Freetown.